# Landesregierung Platter I
Die Landesregierung Platter I war die erste Tiroler Landesregierung unter Landeshauptmann Günther Platter vom 1. Juli 2008 bis 24. Mai 2013.

## Regierungsbildung
Obwohl ÖVP und SPÖ bei der Landtagswahl in Tirol 2008 schwere Verluste erlitten hatten, setzten die beiden Parteien ihre Koalition fort. Die FPÖ blieb auch nach der Wahl bei ihrer Ankündigung, keinen der Wahlverlierer zum Landeshauptmann zu wählen. Fritz Dinkhauser forderte auch nach der Wahl den Rücktritt von Landeshauptmann van Staa und Landesrat Steixner, ein weiterer Grund für das Scheitern einer Koalition zwischen ÖVP und Dinkhauser war die Ablehnung des Brennerbasistunnels, des Ausbaus der Wasserkraft und der Realisierung des Tschirganttunnels durch Fritz Dinkhauser.
Am 8. März 2012 folgte Johannes Tratter (ÖVP) seinem aus der Landesregierung ausgeschiedenen Parteikollegen Christian Switak nach. Er übernahm dabei den Großteil der Agenden seines Vorgängers. Das bislang von diesem übernommene Finanzressort wurde aber in die Zuständigkeit von Landeshauptmann Platter übertragen, der im Gegenzug die Gemeindeagenden in den Aufgabenbereich von Tratter übertrug.

## Regierungsmitglieder
| Amt                                                     | Name                                                | Partei                 | Wichtige Geschäftsfelder |
| ------------------------------------------------------- | --------------------------------------------------- | ---------------------- | --- |
| Landeshauptmann                                         | Günther Platter                                     | ÖVP                    | Landesfinanzverwaltung, Arbeitsmarkt- und Arbeitnehmerförderung, Landesunterstützungfonds, Volksabstimmungen, Tirolwerbung, Schützenwesen                                     |
| 1. Landeshauptmann-Stellvertreter                       | Anton Steixner                                      | ÖVP                    | Land- und Forstwirtschaft, Tier- und Pflanzenschutz, Wasserrecht und Wasserwirtschaft, Verkehrsverbundangelegenheiten, Energiewesen, Sicherheitsverwaltung, Feuerwehrwesen    |
| 2. Landeshauptmann-Stellvertreter                       | Gerhard Reheis ab 3. Oktober 2012, zuvor Landesrat  | SPÖ                    | Grundsicherung, Sozialberatung, Pflegegeld, Sozialversicherungswesen, Flüchtlingswesen, Integration von Zugewanderten, Jugendwohlfahrtswesen, Sozialbetreuungsberufe          |
| Landesrätin                                             | Beate Palfrader                                     | ÖVP                    | allgemeinbildende und berufsbildende Pflichtschulen, Kindergarten- und Hortwesen, kulturelle Angelegenheiten, Förderung von Kunst und Wissenschaft, Stipendienangelegenheiten |
| Landesrat                                               | Thomas Pupp                                         | SPÖ ab 3. Oktober 2012 | Wohnbauförderung, Wohnungs- und Siedlungswesen, Sportangelegenheiten, Natur- und Umweltschutz, Abfallwirtschaft, Seilbahnangelegenheiten, Bergwacht                           |
| Landesrat                                               | Johannes Tratter ab 8. März 2012                    | ÖVP                    | Gemeindeangelegenheiten, Dorferneuerung, Baurecht, Raumordnung, Baulandumlegung, Öffentlichkeitsarbeit, Staatsbürgerschaftsangelegenheiten, Stiftungs- und Fondswesen         |
| Landesrat                                               | Bernhard Tilg                                       | ÖVP                    | Gesundheitspolitik, Krankenanstaltenwesen, Universitätsangelegenheiten, Fachhochschulen, europäische Verkehrspolitik, Straßenpolizei                                          |
| Landesrätin                                             | Patrizia Zoller-Frischauf                           | ÖVP                    | Gewerbe und Industrie, Wirtschaftsförderungen, Vergabewesen, Jugendschutz, Angelegenheiten der Jugend-, Frauen-, Familien- und Seniorenpolitik, Datenschutz                   |
| Vorzeitig ausgeschiedene Mitglieder der Landesregierung |                                                     |                        | |
| 2. Landeshauptmann-Stellvertreter                       | Hannes Gschwentner ausgeschieden am 3. Oktober 2012 | SPÖ                    | Wohnbauförderung, Wohnungs- und Siedlungswesen, Sportangelegenheiten, Natur- und Umweltschutz, Abfallwirtschaft, Seilbahnangelegenheiten, Bergwacht                           |
| Landesrat                                               | Christian Switak ausgeschieden am 8. März 2012      | ÖVP                    | Landesfinanzverwaltung, Baurecht, Raumordnung, Baulandumglegung, Öffentlichkeitsarbeit, Staatsbürgerschaftsangelegenheiten, Stiftungs- und Fondswesen                         |